# Psilanthus
Psilanthus là một chi thực vật có hoa trong họ Thiến thảo (Rubiaceae).

## Loài
Chi Psilanthus gồm các loài: